# Pucciniastrum goodyerae
Pucciniastrum goodyerae är en svampart som först beskrevs av Woldemar Tranzschel, och fick sitt nu gällande namn av Joseph Charles Arthur 1907. Pucciniastrum goodyerae ingår i släktet Pucciniastrum och familjen Pucciniastraceae.   Inga underarter finns listade i Catalogue of Life.